# Міжнародна академія наук Сан-Марино
Міжнародна академія наук Сан-Марино (італ. L'Accademia Internazionale delle Scienze San-Marino, есп. Akademio Internacia de la Sciencoj San-Marino) — міжнародна науково-освітня організація зі  штаб-квартирою в словацькому місті  Комарно. Робочими мовами академії є  німецька,  англійська,  французька,  італійська і есперанто.

## Історія
Гельмар Франк, який згодом став першим президентом академії, після успішного виступу на конгресі з питань освіти (Сан-Марино, 1979 рік) звернувся до керівництва  Республіки Сан-Марино з пропозицією про створення університету для бажаючих отримати ступінь доктора у різних областях застосування  кібернетики. Перша зустріч Франка за цією пропозицією з  міністром освіти і культури Республіки Сан-Марино  Фаустою Морганті (Fausta Morganti) відбулася 25 листопада 1981 року. Було сформульовано зустрічну пропозицію про створення не університету, а академії, що поєднує освітню і наукову роботу. Проект МАН був затверджений Державним конгресом Сан-Марино (рішення № 58 від 19 травня 1983 року), а з 28 грудня того ж року МАН відкрила свою першу університетську сесію в Сан-Марино. Офіційний початок діяльності МАН датується 13 вересня 1985 року, коли адвокат поставив свій підпис під статутом академії..

### Ресурси Інтернету
- Офіційний сайт академії [Архівовано 27 квітня 2011 у Wayback Machine.]
- МАН Сан-Марино на сайті Московського державного індустріального університету
- МАН Сан-Марино на сайті Центру Інноваційних Технологій в Освіті [Архівовано 28 березня 2022 у Wayback Machine.]